# Левковський Аристарх Михайлович
Левковський Аристарх Михайлович (нар. 14 березня 1865, с. Васильєвка, Самарська губернія, Російська імперія — пом. 9 березня 1922, Саратов, Росія) — фахівець у галузі медицини, лікар-невропатолог, доктор медицини (1898), професор (1911), завідувач кафедри Харківського жіночого медичного інституту (1911).

## Біографія
Аристарх Левковський народився 14 березня 1865 року у селі Васильєвка, Самарської губернії Російської імперії.
Він закінчив Самарську духовну семінарію, а згодом Томський університет. Після закінчення навчання, з 1893 року, працював лікарем.
З 1896 року почав працювати у Харківському університеті. З 1904 року обіймав посаду приват-доцента кафедри нервових та душевних хвороб.
З 1911 року працював на посаді професора та завідувача кафедри Харківського жіночого медичного інституту.
Починаючи з 1912 року Аристарх Левковський працював професором кафедри нервових та душевних хвороб Саратовського університету.
Помер 9 березня 1922 року у місті Саратов, РФ.

## Наукова робота
Аристарх Левковський досліджував:
- гістологію нервової системи;
- фізіологію нервової системи;
- проблеми клініки нервових хвороб.

Ним було обґрунтовано та описано схему волокон лицьового нерва та специфічні форми церебрального менінгіту.
Також ним спростовано уявлення про хрматофільну субстанцію як показник функціонального стану нейрона.